# Tretocidaris
Genre
Tretocidaris est un genre d'échinodermes (oursins) de la famille des Cidaridae.

## Liste des espèces
Selon World Register of Marine Species (30 septembre 2015) :
- Tretocidaris bartletti (A. Agassiz, 1880) -- Caraïbes
- Tretocidaris spinosa Mortensen, 1903 -- Atlantique